# European Poker Tour
L'European Poker Tour è il principale circuito europeo di poker sportivo, sponsorizzato da PokerStars, che ha organizzato, fino alla fine del 2016, eventi di Texas hold 'em e altre varianti in tutta Europa.
Nel 2017 il circuito viene sostituito dal PokerStars Championship, per poi tornare alla denominazione EPT dopo un solo anno.
A queste competizioni partecipano i migliori giocatori provenienti da tutto il mondo. Caratteristica principale degli eventi EPT è stato il buy-in elevato: da €5.000 fino ad arrivare (nell'EPT di Montecarlo) a €10.000 per i Main Event, mentre negli altri tornei si sono raggiunti buy-in anche più elevati, ad esempio il Super High Roller giocato all'EPT Grand Final della nona edizione ha avuto un buy-in di €100.000. Il tavolo finale era costituito da 8 giocatori. Salvatore Bonavena e Antonio Buonanno erano gli unici due giocatori italiani ad aver vinto un titolo EPT fino al 2022 quando Giuliano Bendinelli ha compiuto l’impresa di vincere a Barcellona il più grande campionato europeo della storia del poker sia per numero di partecipanti che per montepremi 

## Stagioni

### Stagione 1
La prima stagione dell'European Poker Tour si è aperta con l'evento di Barcellona il 18 settembre 2004.
| Evento                                   | Buy-in    | Partecipanti | Vincitore        | Posizioni pagate | Mano vincente |
| ---------------------------------------- | --------- | ------------ | ---------------- | ---------------- | ------------- |
| 1° Barcellona, Spagna 18 settembre 2004  | 1000 €    | 229          | Alexander Stevic | 27               | K♠ Q♣         |
| 1° Londra, Regno Unito 9 ottobre 2004    | 3000 £    | 175          | John Shipley     | 18               | K♠ Q♠         |
| 1° Dublino, Irlanda 23 ottobre 2004      | 1500 €    | 163          | Ram Vaswani      | 18               | A♣ 5♠         |
| 1° Copenaghen, Danimarca 29 gennaio 2005 | 19.300 kr | 156          | Noah Boeken      | 18               | A♣ Q♥         |
| 1° Deauville, Francia 16 febbraio 2005   | 2000 €    | 245          | Brandon Schaefer | 27               | 10♦ 7♦        |
| 1° Vienna, Austria 10 marzo 2005         | 2000 €    | 297          | Pascal Parrault  | 27               | A♠ J♠         |
| 1° Montecarlo, Monaco 16 marzo 2005      | 10.000 €  | 211          | Rob Hollink      | 27               | J♠ 8♠         |

### Stagione 2
La seconda stagione dell'European Poker Tour si è aperta con l'evento di Barcellona il 16 settembre 2005.
| Evento                                   | Buy-in    | Partecipanti | Vincitore       | Posizioni pagate | Mano vincente |
| ---------------------------------------- | --------- | ------------ | --------------- | ---------------- | ------------- |
| 2° Barcellona, Spagna 16 settembre 2005  | 4000 €    | 327          | Jan Boubli      | 27               | Q♥ K♦         |
| 2° Londra, Regno Unito 30 settembre 2005 | 3000 £    | 242          | Mark Teltscher  | 24               | J♦ J♠         |
| 1° Baden, Austria 4 ottobre 2005         | 4000 €    | 180          | Patrik Antonius | 27               | 4♥ 8♠         |
| 2° Dublino, Irlanda 29 ottobre 2005      | 4000 €    | 248          | Mats Gavatin    | 27               | A♥ 9♠         |
| 2° Copenaghen, Danimarca 19 gennaio 2006 | 30.000 kr | 288          | Mads Andersen   | 27               | Q♣ A♦         |
| 2° Deauville, Francia 8 febbraio 2006    | 4000 €    | 434          | Mats Iremark    | 40               | A♠ 3♣         |
| 2° Montecarlo, Monaco 7 marzo 2006       | 10.000 €  | 298          | Jeff Williams   | 27               | 10♣ A♦        |

### Stagione 3
La terza stagione dell'European Poker Tour si è aperta con l'evento di Barcellona il 13 settembre 2006.
| Evento                                   | Buy-in    | Partecipanti | Vincitore            | Posizioni pagate | Mano vincente |
| ---------------------------------------- | --------- | ------------ | -------------------- | ---------------- | ------------- |
| 3° Barcellona, Spagna 13 settembre 2006  | 5000 €    | 480          | Bjorn-Erik Glenne    | 45               | 10♥ 10♦       |
| 3° Londra, Regno Unito 21 settembre 2006 | 3500 £    | 398          | Victoria Coren       | 32               | 7♦ 6♣         |
| 3° Baden, Austria 7 ottobre 2006         | 5000 €    | 331          | Duc Thang Nguyen     | 36               | 4♦ 4♣         |
| 3° Dublino, Eire 26 ottobre 2006         | 5000 €    | 389          | Roland de Wolfe      | 32               | 4♣ 5♠         |
| 3° Copenaghen, Danimarca 17 gennaio 2007 | 37.500 kr | 400          | Magnus Petersson     | 40               | Q♣ 6♣         |
| 1° Dortmund, Germania 8 marzo 2007       | 5000 €    | 493          | Andreas Høivold      | 48               | Q♠ Q♣         |
| 1° Varsavia, Polonia 14 marzo 2007       | 15.000 zł | 284          | Peter Willers Jepsen | 24               | 7♠ 7♥         |
| 3° Montecarlo, Monaco 28 marzo 2007      | 10.000 €  | 706          | Gavin Griffin        | 64               | K♦ 5♣         |

### Stagione 4
La quarta stagione dell'European Poker Tour si è aperta con l'evento di Barcellona il 28 agosto 2007.
| Evento                                     | Buy-in    | Partecipanti | Vincitore            | Posizioni pagate | Mano vincente |
| ------------------------------------------ | --------- | ------------ | -------------------- | ---------------- | ------------- |
| 4° Barcellona, Spagna 28 agosto 2007       | 7700 €    | 543          | Sander Lyloff        | 56               | J♠ 10♥        |
| 4° Londra, Regno Unito 25 settembre 2007   | 5200 £    | 392          | Joseph Mouawad       | 32               | K♣ 3♣         |
| 4° Baden, Austria 7 ottobre 2007           | 7600 €    | 282          | Julian Thew          | 24               | A♦ 8♦         |
| 4° Dublino, Irlanda 30 ottobre 2007        | 7700 €    | 221          | Reuben Peters        | 24               | A♠ 10♥        |
| 1° Praga, Repubblica Ceca 10 dicembre 2007 | 4700 €    | 555          | Arnaud Mattern       | 56               | A♦ K♠         |
| 1° Nassau, Bahamas 5 gennaio 2008          | 7800 $    | 1136         | Bertrand Grospellier | 118              | 8♦ 8♥         |
| 2° Dortmund, Germania 29 gennaio 2008      | 7700 €    | 411          | Michael McDonald     | 40               | A♣ K♠         |
| 4° Copenaghen, Danimarca 19 febbraio 2008  | 47.750 kr | 460          | Tim Vance            | 40               | A♠ 10♠        |
| 2° Varsavia, Polonia 11 marzo 2008         | 20.000 zł | 359          | Michael Schulze      | 32               | A♠ 6♠         |
| 1° Sanremo, Italia 1º aprile 2008          | 4700 €    | 701          | Jason Mercier        | 72               | K♠ Q♦         |
| 4° Montecarlo, Monaco 12 aprile 2008       | 10.000 €  | 842          | Glen Chorny          | 64               | A♥ 5♥         |

### Stagione 5
La quinta stagione dell'European Poker Tour si è aperta con l'evento di Barcellona il 10 settembre 2008.
| Evento                                    | Buy-in    | Partecipanti | Vincitore            | Posizioni pagate | Mano vincente |
| ----------------------------------------- | --------- | ------------ | -------------------- | ---------------- | ------------- |
| 5° Barcellona, Spagna 10 settembre 2008   | 8000 €    | 619          | Sebastian Ruthenberg | 64               | K♣ 9♣         |
| 5° Londra, Regno Unito 1º ottobre 2008    | 5200 £    | 596          | Michael Martin       | 56               | 4♣ 4♥         |
| 1° Budapest, Ungheria 28 ottobre 2008     | 4000 €    | 532          | Will Fry             | 56               | J♥ J♠         |
| 3° Varsavia, Polonia 15 novembre 2008     | 20.000 zł | 217          | João Barbosa         | 24               | A♥ 10♥        |
| 2° Praga, Repubblica Ceca 9 dicembre 2008 | 5000 €    | 553          | Salvatore Bonavena   | 56               | 8♦ 7♦         |
| 2° Nassau, Bahamas 5 gennaio 2009         | 10.000 $  | 1.347        | Poorya Nazari        | 199              | A♣ 10♦        |
| 3° Deauville, Francia 20 gennaio 2009     | 5.000 €   | 645          | Moritz Kranich       | 64               | A♦ 7♣         |
| 5° Copenaghen, Danimarca 17 febbraio 2009 | 50.000 kr | 462          | Jens Kyllonen        | 40               | J♠ J♣         |
| 3° Dortmund, Germania 10 marzo 2009       | 5300 €    | 667          | Sandra Naujoks       | 64               | A♥ 9♣         |
| 2° Sanremo, Italia 18 aprile 2009         | 5000 €    | 1178         | Constant Rijkenberg  | 112              | A♥ A♠         |
| 5° Montecarlo, Monaco 28 aprile 2009      | 10.000 €  | 935          | Pieter De Korver     | 88               | 6♠ 9♠         |

Si è giocato un nuovo evento straordinario sempre a Londra
| Evento                                | Buy-in   | Partecipanti | Vincitore     | Posizioni pagate | Mano vincente |
| ------------------------------------- | -------- | ------------ | ------------- | ---------------- | ------------- |
| 1° Londra, Inghilterra 5 ottobre 2008 | 20.000 £ | 86           | Jason Mercier | 9                | K♣ Q♦         |

### Stagione 6
| Data                | Città       | Evento                             | Vincitore           | Premio      |
| ------------------- | ----------- | ---------------------------------- | ------------------- | ----------- |
| 18–23 agosto 2009   | Kiev        | EPT Kyiv Sports Poker Championship | Maxim Lykov         | € 330.000   |
| 4–9 settembre 2009  | Barcellona  | EPT Barcelona                      | Carter Phillips     | € 850.000   |
| 2–7 ottobre 2009    | Londra      | EPT London                         | Aaron Gustavson     | £ 850.000   |
| 20–25 ottobre 2009  | Varsavia    | EPT Warsaw                         | Christophe Benzimra | zł 493.170  |
| 17–22 novembre 2009 | Vilamoura   | EPT Vilamoura                      | Antonio Matias      | € 404.793   |
| 1–6 dicembre 2009   | Praga       | EPT Prague                         | Jan Skampa          | € 682.000   |
| 20–25 gennaio 2010  | Deauville   | EPT Deauville                      | Jake Cody           | € 847.000   |
| 16–21 febbraio 2010 | Copenaghen  | EPT Copenaghen                     | Anton Wigg          | kr 675.000  |
| 2–7 marzo 2010      | Berlino     | ETT Germany                        | Kevin MacPhee       | € 1,000.000 |
| 21–16 marzo 2010    | Salisburgo  | EPT Snowfest                       | Allan Bække         | € 445.000   |
| 15–21 aprile 2010   | Sanremo     | ETP Sanremo                        | Liv Boeree          | € 1.250.000 |
| 25–30 aprile 2010   | Monte Carlo | EPT Montecarlo Grand Final         | Nicolas Chouity     | € 1.700.000 |

### Stagione 7
| Data                        | Città      | Evento                          | Vincitore            | Premio      |
| --------------------------- | ---------- | ------------------------------- | -------------------- | ----------- |
| 11–16 agosto 2010           | Tallinn    | EPT Tallinn                     | Kevin Stani          | € 400.000   |
| 28 agosto–2 settembre 2010  | Vilamoura  | EPT Vilamoura                   | Toby Lewis           | € 467.835   |
| 29 settembre–4 ottobre 2010 | Londra     | EPT London                      | David Vamplew        | £ 900.000   |
| 26–31 ottobre 2010          | Vienna     | EPT Vienna                      | Michael Eiler        | € 700.000   |
| 22–27 novembre 2010         | Barcellona | EPT Barcelona                   | Kent Lundmark        | € 825.000   |
| 13–18 dicembre 2010         | Praga      | EPT Prague                      | Roberto Romanello    | € 640.000   |
| 25–31 gennaio 2011          | Deauville  | EPT Deauville                   | Lucien Cohen         | € 880.000   |
| 21–26 febbraio 2011         | Copenaghen | EPT Copenaghen                  | Michael Tureniec     | kr 700.000  |
| 20–25 marzo 2011            | Salisburgo | EPT Snowfest                    | Vladimir Geshkenbein | € 390.000   |
| 5–10 aprile 2011            | Berlino    | EPT Berlin                      | Ben Wilinofsky       | € 825.000   |
| 27 aprile–3 maggio 2011     | Sanremo    | EPT Sanremo                     | Rupert Elder         | € 930.000   |
| 7–12 maggio 2011            | Madrid     | European Poker Tour Grand Final | Ivan Freitez         | € 1.500.000 |

### Stagione 8
| Data                        | Città           | Evento                         | Vincitore        | Premio      |
| --------------------------- | --------------- | ------------------------------ | ---------------- | ----------- |
| 2–7 agosto 2011             | Tallinn         | EPT Tallinn                    | Ronny Kaiser     | € 275.000   |
| 27 agosto–1º settembre 2011 | Barcellona      | EPT Barcelona                  | Martin Schleich  | € 850.000   |
| 30 settembre–6 ottobre 2011 | Londra          | EPT London                     | Benny Spindler   | £ 750.000   |
| 21–27 ottobre 2011          | Sanremo         | EPT Sanremo                    | Andrey Pateychuk | € 800.000   |
| 15–20 novembre 2011         | Loutraki        | EPT Loutraki                   | Zimnan Ziyard    | € 347.000   |
| 5–10 dicembre 2011          | Praga           | EPT Prague                     | Martin Finger    | € 535.000   |
| 5–15 gennaio 2012           | Paradise Island | PokerStars Caribbean Adventure | John Dibella     | $ 1.775.000 |
| 31 gennaio–6 febbraio 2012  | Deauville       | EPT Deauville                  | Vadzim Kursevich | € 875.000   |
| 20–25 febbraio 2012         | Copenaghen      | EPT Copenaghen                 | Mickey Petersen  | $ 459.775   |
| 12–17 marzo 2012            | Madrid          | EPT Madrid                     | Frederik Jensen  | € 495.000   |
| 26–31 marzo 2012            | Campione        | EPT Campione                   | Jannick Wrang    | € 640.000   |
| 16-21 aprile 2012           | Berlino         | EPT Berlin                     | Davidi Kitai     | € 825.000   |
| 25-30 aprile 2012           | Montecarlo      | EPT Grand Final                | Mohsin Charania  | € 1.350.000 |

### Stagione 9
| Data                         | Città           | Evento                                                             | Vincitore       | Premio      |
| ---------------------------- | --------------- | ------------------------------------------------------------------ | --------------- | ----------- |
| 15-25 agosto 2012            | Barcellona      | EPT Barcelona                                                      | Mikalai Pobal   | € 1.007.500 |
| 3-11 ottobre 2012            | Sanremo         | EPT Sanremo                                                        | Ludovic Lacay   | € 744.910   |
| 5-15 dicembre 2012           | Praga           | EPT Praga                                                          | Ramzi Jelassi   | € 835.000   |
| 5–14 gennaio 2013            | Paradise Island | PokerStars Caribbean Adventure                                     | Dimitar Danchev | $ 1.859.000 |
| 30 gennaio - 9 febbraio 2013 | Deauville       | EPT Deauville                                                      | Remi Castaignon | € 770.000   |
| 06-16 marzo 2013             | Londra          | EPT Londra                                                         | Ruben Visser    | £ 595.000   |
| 17-27 aprile 2013            | Berlino         | EPT Berlino                                                        | Daniel Pidun    | € 880.000   |
| 06-15 maggio 2013            | Monaco          | PokerStars and Monte-Carlo® Casino European Poker Tour Grand Final | Steve O'Dwyer   | € 1.224.000 |

### Stagione 10
| Data                        | Città           | Evento                              | Vincitore           | Premio      |
| --------------------------- | --------------- | ----------------------------------- | ------------------- | ----------- |
| 1-7 settembre 2013          | Barcellona      | EPT Barcelona                       | Tom Middleton       | € 942.000   |
| 6-12 ottobre 2013           | Londra          | EPT London                          | Robin Ylitalo       | £ 560.980   |
| 12-18 dicembre 2013         | Praga           | EPT Prague                          | Julian Track        | € 725.700   |
| 7-13 gennaio 2014           | Paradise Island | 2014 PokerStars Caribbean Adventure | Dominik Panka       | $ 1.423.096 |
| 26 gennaio-1º febbraio 2014 | Deauville       | EPT Deauville                       | Sotirios Koutoupas  | € 614.000   |
| 23-29 marzo 2014            | Vienna          | EPT Vienna                          | Oleksii Khoroshenin | € 578.392   |
| 14-20 aprile 2014           | Sanremo         | EPT Sanremo                         | Victoria Coren      | € 476.100   |
| 26 aprile-2 maggio 2014     | Monte Carlo     | EPT Monte Carlo Grand Final         | Antonio Buonanno    | € 1.200.000 |

### Stagione 11
| Data                       | Città           | Evento                              | Vincitore       | Premio      |
| -------------------------- | --------------- | ----------------------------------- | --------------- | ----------- |
| 16-27 agosto 2014          | Barcellona      | EPT Barcelona                       | Andre Lettau    | € 794.058   |
| 8-18 ottobre 2014          | Londra          | EPT London                          | Sebastian Pauli | £ 499.700   |
| 7-17 dicembre 2014         | Praga           | EPT Prague                          | Stephen Graner  | € 969.000   |
| 6-14 gennaio 2015          | Paradise Island | 2015 PokerStars Caribbean Adventure | Kevin Schulz    | $ 1.491.580 |
| 28 gennaio-7 febbraio 2015 | Deauville       | EPT Deauville                       | Ognyan Dimov    | € 543.700   |
| 22-28 marzo 2015           | Malta           | EPT Malta                           | Jean Montury    | € 687.400   |
| 29 aprile-8 maggio 2015    | Monte Carlo     | EPT Monte Carlo Grand Final         | Adrian Mateos   | € 1.082.000 |

### Stagione 12
| Data                    | Città           | Evento                              | Vincitore          | Premio      |
| ----------------------- | --------------- | ----------------------------------- | ------------------ | ----------- |
| 19-30 agosto 2015       | Barcellona      | EPT Barcelona                       | John Juanda        | € 1.022.593 |
| 21-31 ottobre 2015      | Malta           | EPT Malta                           | Niall Farrell      | € 534.330   |
| 6-16 dicembre 2015      | Praga           | EPT Prague                          | Hossein Ensan      | € 754.510   |
| 6-14 gennaio 2016       | Paradise Island | 2016 PokerStars Caribbean Adventure | Mike Watson        | $ 728.325   |
| 10-20 febbraio 2016     | Dublino         | EPT Dublin                          | Dzmitry Urbanovich | € 561.900   |
| 26 aprile-6 maggio 2016 | Monte Carlo     | EPT Monte Carlo Grand Final         | Jan Bendik         | € 961.800   |

### Stagione 13
| Data                | Città      | Evento        | Vincitore       | Premio      |
| ------------------- | ---------- | ------------- | --------------- | ----------- |
| 16-28 agosto 2016   | Barcellona | EPT Barcelona | Sebastian Malec | € 1.122.800 |
| 23-29 ottobre 2016  | Malta      | EPT Malta     | Aliaksei Boika  | € 355.700   |
| 13-19 dicembre 2016 | Praga      | EPT Prague    | Armijn Meijer   | € 699.300   |

### PCS
| Data                      | Città           | Evento          | Vincitore           | Premio         |
| ------------------------- | --------------- | --------------- | ------------------- | -------------- |
| 6-14 gennaio 2017         | Paradise Island | PCS Bahamas     | Christian Harder    | $ 429.664      |
| 10-20 marzo 2017          | Panama          | PCS Panama      | Kenneth Smaron      | $ 293.860      |
| 30 marzo - 9 aprile 2017  | Macao           | PCS Macao       | Elliot Smith        | HKD 2.877.500  |
| 25 aprile - 5 maggio 2017 | Monte Carlo     | PCS Monte Carlo | Raffaele Sorrentino | € 466.714      |
| 30-31 maggio 2017         | Sochi           | PCS Sochi       | Pavel Shirshikov    | RUB 29.100.000 |
| 15-27 agosto 2017         | Barcellona      | PCS Barcellona  | Sebastian Sorensson | € 987.043      |
| 13-19 dicembre 2017       | Praga           | PCS Praga       | Kalidou Sow         | € 675.000      |

### Stagione 14
| Data                       | Città       | Evento          | Vincitore              | Premio      |
| -------------------------- | ----------- | --------------- | ---------------------- | ----------- |
| 23–29 marzo 2018           | Sochi       | EPT Sochi       | Arsenii Karmatckii     | ₽27,300,000 |
| 28 aprile–4 maggio 2018    | Monte Carlo | EPT Monte Carlo | Nicolas Dumont         | €712,000    |
| 27 agosto–2 settembre 2018 | Barcellona  | EPT Barcellona  | Piotr Nurzynski        | €1,037,109  |
| 22–29 settembre 2018       | Sochi       | EPT Open Sochi  | Wjatscheslaw Bondarzew | ₽12,063,300 |
| 11-18 dicembre 2018        | Praga       | EPT Praga       | Paul Michaelis         | €840,000    |

### Stagione 15
| Data                       | Città       | Evento          | Vincitore        | Premio      |
| -------------------------- | ----------- | --------------- | ---------------- | ----------- |
| 24–29 marzo 2019           | Sochi       | EPT Sochi       | Uri Gilboa       | ₽27,475,000 |
| 25 aprile–4 maggio 2019    | Monte Carlo | EPT Monte Carlo | Manig Löser      | €603,777    |
| 26 giugno–2 luglio 2019    | Madrid      | EPT Open Madrid | Jakub Grzegorzek | €176,357    |
| 20 agosto–1 settembre 2019 | Barcellona  | EPT Barcellona  | Simon Brändström | €1,290,166  |
| 9–13 ottobre 2019          | Sochi       | EPT Open Sochi  | Yi Ye            | ₽19,306,000 |
| 11-17 dicembre 2019        | Praga       | EPT Praga       | Mikalai Pobal    | €1,005,600  |

### Stagione 16
| Data                    | Città       | Evento                | Vincitore                   | Premio      |
| ----------------------- | ----------- | --------------------- | --------------------------- | ----------- |
| 6–11 ottobre 2020       | Sochi       | EPT Sochi             | Ruslan Bogdanov             | ₽15,984,500 |
| 8–15 novembre 2020      | Online      | PokerStars EPT Online | Anton "WhatIfGod" Bergstrom | $1,019,082  |
| 23–30 marzo 2021        | Sochi       | EPT Sochi             | Artur Martirosian           | ₽24,633,000 |
| 2–11 Ottobre 2021       | Sochi       | EPT Open Sochi        | Evgeniy Starinkov           | ₽16,029,300 |
| 8–19 dicembre 2021      | Online      | PokerStars EPT Online | Anton "WhatIfGod" Bergstrom | $363,640    |
| 5–16 marzo 2022         | Praga       | EPT Praga             | Grzegorz Główny             | €692,252    |
| 28 aprile–7 maggio 2022 | Monte Carlo | EPT Monte Carlo       | Marcelo Simões              | €939,840    |
| 8–21 agosto 2022        | Barcellona  | EPT Barcellona        | Giuliano Bendinelli         | €1,491,133  |
| 18–28 ottobre 2022      | Londra      | EPT Londra            | Ian Hamilton                | £664.400    |
| 7–18 dicembre 2022      | Praga       | EPT Praga             | Jordan Saccucci             | €913,250    |

### Stagione 17
| Data                       | Città       | Evento          | Vincitore       | Premio     |
| -------------------------- | ----------- | --------------- | --------------- | ---------- |
| 15-26 febbraio 2023        | Parigi      | EPT Paris       | Razvan Belea    | €1,170,000 |
| 26 aprile-6 maggio 2023    | Monte Carlo | EPT Monte Carlo | Mike Watson     | €749,425   |
| 21 agosto-3 settembre 2023 | Barcellona  | EPT Barcellona  | Simon Wiciak    | €1,134,375 |
| 11-22 ottobre 2023         | Cipro       | EPT Cipro       | Gilles Simon    | $1,042,000 |
| 6-17 dicembre 2023         | Praga       | EPT Praga       | Padraig O'Neill | €1,030,000 |

### Stagione 18
| Data                       | Città       | Evento          | Vincitore      | Premio     |
| -------------------------- | ----------- | --------------- | -------------- | ---------- |
| 15-26 febbraio 2024        | Parigi      | EPT Paris       | Barny Boatman  | €1,287,800 |
| 24 aprile-4 maggio 2024    | Monte Carlo | EPT Monte Carlo | Derk Van Luijk | €1,000,000 |
| 26 agosto-8 settembre 2024 | Barcellona  | EPT Barcellona  | Stephen Song   | €1,290,386 |
| 9-20 ottobre 2024          | Cipro       | EPT Cipro       | Oliver Weis    | $1,030,000 |
| 4-15 dicembre 2024         | Praga       | EPT Praga       | Pedro Marques  | €963,450   |

### Stagione 19
| Data                     | Città       | Evento          | Vincitore            | Premio     |
| ------------------------ | ----------- | --------------- | -------------------- | ---------- |
| 30 aprile-10 maggio 2025 | Monte Carlo | EPT Monte Carlo | Aleksandr Shevliakov | €1,000,000 |
| 18-31 agosto 2025        | Barcellona  | EPT Barcellona  |                      |            |
| 1-12 ottobre 2025        | Malta       | EPT Malta       |                      |            |
| 3-14 dicembre 2025       | Praga       | EPT Praga       |                      |            |

### Stagione 20
| Data                        | Città       | Evento          | Vincitore | Premio |
| --------------------------- | ----------- | --------------- | --------- | ------ |
| 18 febbraio al 1 marzo 2026 | Paris       | EPT Paris       |           |        |
| 30 aprile-10 maggio 2026    | Monte Carlo | EPT Monte Carlo |           |        |